# Emiliano Daniel Velázquez Maldonado
Emiliano Daniel Velázquez Maldonado (nascut el 30 d'abril de 1994) és un futbolista professional uruguaià que juga com a defensa central pel Juárez.

## Carrera esportiva
El 27 d'agost de 2014, Velázquez va signar un contracte de cinc anys amb l'Atlètic de Madrid, i l'endemà fou cedit al Getafe CF per la temporada 2014–15.